# Shocked
«Shocked» — песня австралийской певицы Кайли Миноуг с её третьего студийного альбома Rhythm of Love (1990). В мае следующего, 1991 года была издана отдельным синглом. (Это был последний сингл с этого альбома.)
В Великобритании сингл с песней «Shocked» достиг 6 места (в национальном сингловом чарте).

## История создания
Песня была написана и спродюсирована авторским и продюсерским трио Сток, Эйткен и Уотерман.